# Conquista di Tunisi (1535)
La conquista di Tunisi nel 1535 fu un episodio delle guerre ottomano-asburgiche che vide l'intervento di Carlo V per togliere all'Impero ottomano la città di Tunisi.

## Antefatto
Il timore che la conquista ottomana di Tunisi - portata a termine da Khayr al-Din (detto il “Barbarossa”), che nel 1534 l'aveva occupata scacciando il legittimo sultano hafside Muley Hassan - potesse agevolare Solimano il Magnifico nella pianificazione di un'invasione della Sicilia, nonché le numerose incursioni lungo le coste dell'Italia meridionale dei pirati del Barbarossa, lo sbarco di questi a Cetraro, il saccheggio, da parte del Dey, delle città di Fondi e Sperlonga ed infine l'incendio del castello di Capri seguito dalla devastazione dell'Isola d'Ischia e la temporanea occupazione di Procida, spinsero Carlo V, sollecitato da Pedro Álvarez de Toledo y Zúñiga viceré di Napoli, ad organizzare una campagna contro La Goletta e la stessa Tunisi.

## Spedizione e svolgimento della battaglia
L'imperatore salpò da Cagliari con una armata che – a seguito dei rinforzi inviati dagli alleati – risultava forte di 335 imbarcazioni tra navi da guerra, galee, hulk e caravelle, 25 000 fanti e 2 000 cavalieri. Il 1º giugno 1535, protetto dalla flotta genovese, Carlo V riuscì ad annientare la flotta del Dey e il 15 giugno la flotta spagnola era già all'àncora davanti alle rovine di Cartagine: quello stesso giorno La Goletta, fortezza posta a difesa di Tunisi, fu posta sotto assedio; la campagna e la conquista di La Goletta e Tunisi durarono alcune settimane e si conclusero con una decisiva vittoria spagnola. L'assedio ed il saccheggio di Tunisi provocarono circa 30 000 vittime.. Nella città vennero trovate palle di cannone con impresso il giglio di Francia che provavano l'esistenza di un'alleanza franco-ottomana contro la Spagna.
In seguito alla capitolazione di Tunisi "ai Turchi, o piuttosto ai barbareschi, non rimase altro vigore offensivo verso l'Italia meridionale che d'incursioni, saccheggi e prede da corsari". Il dominio spagnolo sulla città sarebbe terminato solo alcuni decenni dopo, con la definitiva riconquista ottomana del 1574.

## Il viaggio cerimoniale di Carlo V
Carlo V, al ritorno dall'Africa, sbarcò il 20 agosto a Trapani, "civitas invictissima in qua Caesar primum juravit", con i 20 000 schiavi cristiani liberati in Tunisia e qui si trattenne fino al 25 agosto risolvendo problemi cruciali per le finanze locali. Più lunga fu la visita a Palermo dove giunse il 12 settembre dopo avere sostato una notte nel Castello di Inici, ospite di Giovanni Sanclemente, un nobile di origine catalana suo compagno d’armi a Tunisi, due notti ad Alcamo, città feudale dei Cabrera, ospitato nel castello trecentesco, e a Monreale. L'ingresso trionfale a Palermo fu sapientemente orchestrato sul modello antico del trionfo militare: l'imperatore entrò in città preceduto da schiere di prigionieri e seguito dagli schiavi cristiani liberati dirigendosi verso il duomo dove il governo ed il patriziato cittadino, prosternandosi in tre riverenze, presentarono al sovrano i privilegi della città e del Regno chiedendogli di riconfermarli. Il trionfo di Messina, dove l'imperatore si fermò per 13 giorni, fu più elaborato e qui  egli volle formalizzare la nomina di Ferrante Gonzaga a viceré del Regno di Sicilia. Nella città dello Stretto il complesso cerimoniale dell’accoglienza trionfale si avvalse anche dell’opera di Francesco Maurolico, che compose i distici latini da incidere sugli apparati e sugli archi realizzati, per l’occasione, da Polidoro Caldara da Caravaggio.
Lasciando la Sicilia Carlo V risalì verso Napoli, dove la sua entrata mise in luce la dimensione cittadina dell'evento che stava a significare per la città la riconsacrazione del suo ruolo di capitale del Regno e la visita risultò rafforzare l'autorità imperiale.
La tappa successiva fu Roma, la cui visita tendeva a ribadire che non poteva realizzarsi senza di essa l'idea di Impero; il trionfo dei due massimi poteri della cristianità, ovvero il Papato e l'Impero, fu resa un'occasione irripetibile per ripristinare l'antica grandezza della città; per l'entrata dell'imperatore non si prevedeva, perciò, di costruire una scenografia, ma di svelare e riscoprire la città stessa; l'entrata romana fu quindi profondamente differente da quelle napoletana e messinese sia dal punto di vista ideologico sia dal punto di vista formale risultando segnata soltanto in parte da interventi architettonici provvisori; l'ingresso ebbe il carattere di una poderosa sfilata militare e durante il soggiorno l'imperatore preferì "andare vedendo privatamente con alcuni suoi più familiari le cose antiche e curiose".
Dopo la partenza da Roma il viaggio di Carlo V prese un ritmo diverso: sostò a Firenze, dove la raffinata elaborazione del trionfo raggiunse il culmine, a Lucca dove fu festeggiato con i consueti archi trionfali, a Siena infine dove ricevette il cardinale Giovanni di Lorena per un ultimo inutile tentativo di concordare la pace.